# Dipsas chaparensis
Espèce
Statut de conservation UICN

 LC  : Préoccupation mineure
Dipsas chaparensis  est une espèce de serpents de la famille des Dipsadidae.

## Répartition
Cette espèce est endémique de Bolivie. Elle se rencontre dans les départements de Cochabamba et de Santa Cruz entre 1 800 et 3 100 m d'altitude.

## Étymologie
Son nom d'espèce, composé de chapar[e] et du suffixe latin -ensis, « qui vit dans, qui habite », lui a été donné en référence au lieu de sa découverte, la province de Chapare dans le département de Cochabamba.

## Publication originale
- Reynolds & Foster, 1992 : Four New Species of Frogs and One New Species of Snake from the Chapare Region of Bolivia, with Notes on Other Species. Herpetological Monographs, vol. 6, p. 83-104.